# Criomorphus williamsi
Criomorphus williamsi är en insektsart som beskrevs av William Edward China 1939. Criomorphus williamsi ingår i släktet Criomorphus och familjen sporrstritar. Inga underarter finns listade i Catalogue of Life.